# Benjamin Hasselflug
Benjamin Hasselflug (* 24. Juli 1987 in Kopenhagen) ist ein dänischer Schauspieler und Synchronsprecher.

## Leben
Benjamin Hasselflug ist der Sohn der beiden Schauspieler Michael Hasselflug und Annette Katzmann. Er hat einen jüngeren Bruder, Oliver.
Bereits als 11-Jähriger wirkte er in mehreren Werbespots mit. 2001 stand er als Schauspieler erstmals vor der Kamera. Später absolvierte er eine professionelle Schauspielausbildung an der Staatlichen Theaterschule in Kopenhagen. Sein Bühnendebüt als Darsteller hatte er am Nørrebro-Theater.
Zudem wirkt Hasselflug seit einigen Jahren umfangreich als Synchronsprecher für Animationsfilme und Zeichentrickfilme, so unter anderem für Asterix oder Hotel Transsilvanien.
Benjamin Hasselflug ist mit der Schauspielerin Molly Blixt Egelind verheiratet. Das Paar hat zwei Töchter und lebt in Kopenhagen.

## Filmografie
- 2001: Elsker, elsker ikke
- 2006: Kroniken (Fernsehserie)
- 2009: Vanvittig forelsket
- 2014: Whole
- 2016: Sjit Happens (Fernsehserie)
- 2019: Selfiestan (Fernsehserie)
- 2021: Fars Drange (Fernsehserie)